# ریچارد دیویس
ریچارد دیویس (انگلیسی: Richard Davies؛ ‏ ۲۵ ژانویهٔ ۱۹۲۶ – ۸ اکتبر ۲۰۱۵) هنرپیشه اهل ولز بود. او در بخش زیادی از آثارش از لهجه غلیظ ولزی استفاده می‌کرد، اما برای ایفای نقش‌های متنوع، علاوه بر چندین کلیشه ولزی، از لهجه‌های دیگری نیز بهره گرفته بود.
از فیلم‌ها یا مجموعه‌های تلویزیونی که وی در آن‌ها نقش داشته‌است، می‌توان به ایست‌اندرز، خیابان کورونیشن، دکتر هو، فالتی تاورز، بله آقای وزیر، سوئینی، زولو، زیر درخت شیر، هدا گابلر، اوه! چه جنگ دلپذیری و تبهکاران لاوندر هیل اشاره نمود.